# Leicester Square

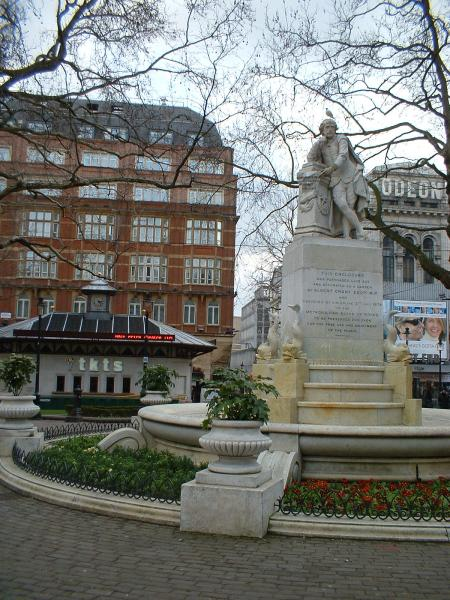
Het park op Leicester Square

Leicester Square (uitgesproken als Lester Square) behoort samen met Trafalgar Square en Piccadilly Circus tot de bekendste pleinen van Londen. Het ligt in de uitgaanswijk West End en is alleen toegankelijk voor voetgangers.
Het plein is genoemd naar Robert Sidney, de 2e graaf van Leicester, die hier in de 17e eeuw een stuk land kocht waarop hij in 1635 een groot huis liet bouwen.
In het midden van het plein ligt een park, waarin een standbeeld staat van William Shakespeare, omringd door dolfijnen. Ook op de hoeken van het park staan beelden, van de wetenschapper Isaac Newton, Joshua Reynolds, de eerste voorzitter van de Royal Academy, de chirurg John Hunter en van de schilder William Hogarth. 

Op het plaveisel zijn inscripties aangebracht die de afstand in mijlen aangeven naar de voormalige Britse koloniale gebieden.
Het plein is ook bekend vanwege de vier grote bioscopen die er zijn gevestigd, en waar gewoonlijk de premières plaatsvinden. Ook bevinden zich er enkele kiosken waar kaartjes voor theatervoorstellingen van diezelfde dag tegen halve prijs te koop worden aangeboden.